# Hipposideros alongensis
Hipposideros alongensis és una espècie de ratpenat de la família dels hiposidèrids. És endèmic del nord del Vietnam, on viu a altituds d'entre 3 i 523 msnm. Nia en coves situades en hàbitats que van des de camps de conreu amb horts fins a boscos primaris i secundaris en paisatges càrstics. Està amenaçat pel turisme i la caça furtiva. Anteriorment era considerat una subespècie del ratpenat nasofoliat de les Riu-Kiu (H. turpis).